# Fritz Rieger
Pour les articles homonymes, voir Rieger.
Fritz Rieger (Friedrich Edmund Rieger) est un chef d'orchestre allemand, né le 28 juin 1910 à Oberaltstadt (royaume de Bohême) et mort le 30 septembre 1978  à Bonn.

## Biographie
Fritz Rieger étudie au conservatoire de Prague avec Fidelio Finke et George Szell. Il devient ensuite maître de chapelle au Théâtre allemand de Prague, puis dirige les opéras des villes d'Außig et de Brême. En 1947 il est nommé chef de l'Orchestre du théâtre de Mannheim.
En 1949, il obtient la direction du prestigieux Orchestre philharmonique de Munich à la suite de Felix Weingartner, Oswald Kabasta et Hans Rosbaud notamment. Pendant plus de quinze ans, il accueille les plus grands interprètes à Munich, tels David Oïstrakh ou Hermann Prey.